# Samson (Alabama)
Samson es una ciudad ubicada en el condado de Geneva en el estado estadounidense de Alabama. En el censo de 2000, su población era de 2071.

## Demografía
En el 2000 la renta per cápita promedia del hogar era de $18,594, y el ingreso promedio para una familia era de $25,188. El ingreso per cápita para la localidad era de $12,834. Los hombres tenían un ingreso per cápita de $25,767 contra $16,719 para las mujeres.

## Geografía
Samson se encuentra ubicada en las coordenadas 31°6′45″N 86°2′52″O / 31.11250, -86.04778 (31.112574, -86.047865).
Según la Oficina del Censo de los EE. UU., la ciudad tiene un área total de 3.63 millas cuadradas (9.39 km²).